# Amenorrea da lattazione

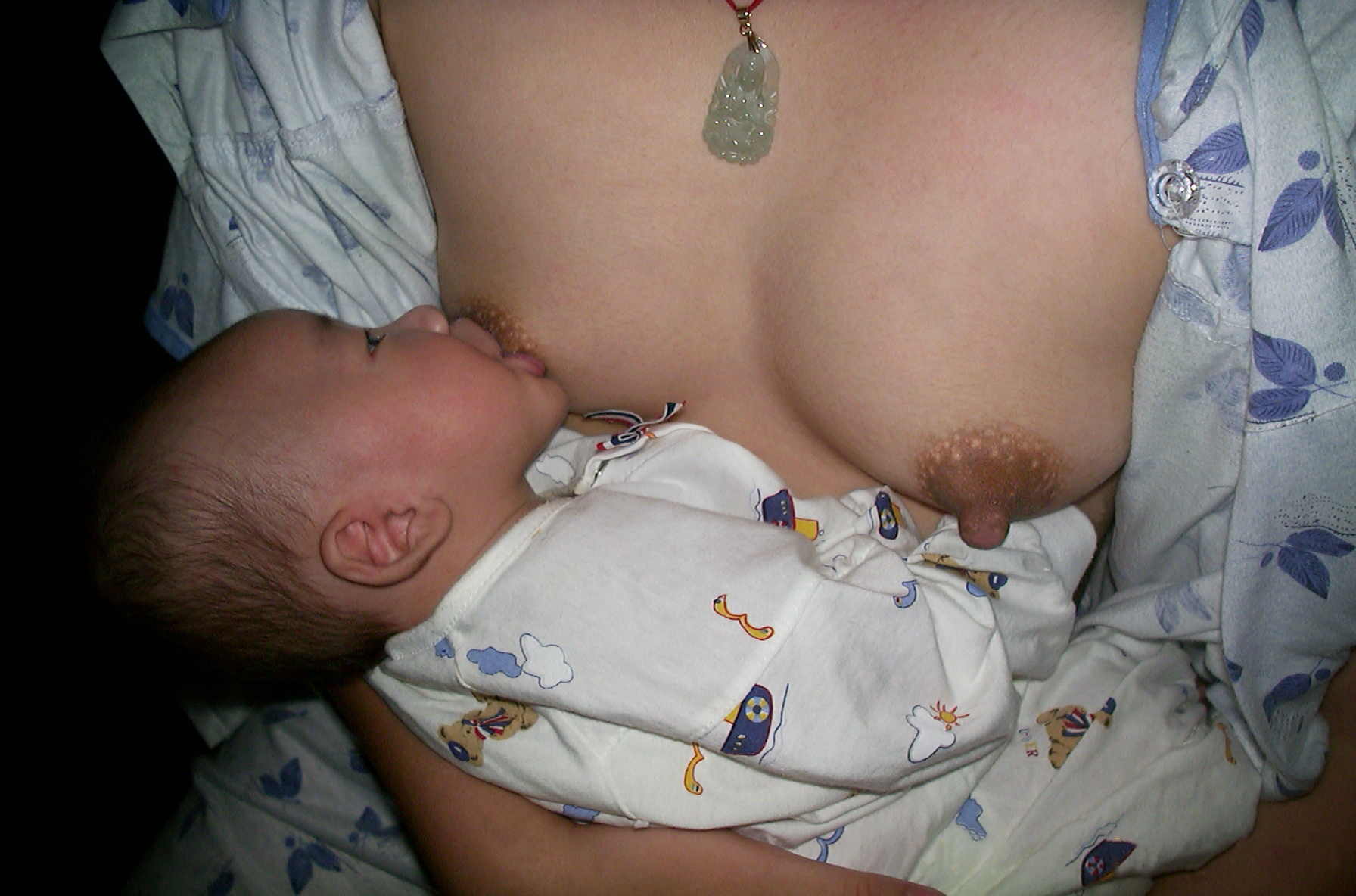
L’allattamento è un fattore fondamentale nel mantenimento dell’amenorrea da allattamento dopo il parto

L'amenorrea da lattazione o amenorrea da allattamento (LAM, Lactational Amenorrhea Method), chiamata anche infertilità postpartum, è lo stato di temporanea infertilità postnatale temporanea che si verifica quando una donna è amenorreica (non ha le mestruazioni) e allatta completamente al seno.
La'amenorrea da allattamento è una sorta di metodo fisiologico di contraccezione che si basa sulla soppressione dell'ovulazione durante l'allattamento al seno in una donna. Per sopprimere l'ovulazione, ha un ruolo decisivo la frequenza di suzione al seno e non la durata della suzione.